# Im Namen des jungen Tiru
Im Namen des jungen Tiru (Originaltitel: Friday’s Child) ist die nach Ausstrahlungsreihenfolge elfte und nach Produktionsreihenfolge dritte Episode der zweiten Staffel der Science-Fiction-Fernsehserie Raumschiff Enterprise. Sie wurde in englischer Sprache erstmals am 1. Dezember 1967 bei NBC ausgestrahlt. In Deutschland war sie zum ersten Mal am 1. Februar 1988 in einer synchronisierten Fassung bei Sat.1 zu sehen, nachdem das ZDF sie bei der deutschen Erstausstrahlung der Serie in den Jahren 1972 bis 1974 übergangen hatte.

## Handlung
Im Jahr 2267 bei Sternzeit 3497.2 besucht die Enterprise den Planeten Capella IV, um über Schürfrechte für das wichtige Mineral Topalin zu verhandeln. Schiffsarzt Leonard McCoy, der den Planeten bereits früher besucht hat, unterweist die Führungsoffiziere über die Gebräuche der einheimischen Bevölkerung. Die Capellaner sind eine kriegerische Gesellschaft, deren Kultur viele Tabus kennt. Nach dem Vortrag beamt Captain James T. Kirk zusammen mit McCoy, dem ersten Offizier Spock und dem Sicherheitsoffizier Grant auf die Oberfläche, um sich mit dem Anführer der Capellaner, dem Tiru Akaar, zu treffen. Sie werden von einer Gruppe Einheimischer empfangen. Als Grant unter ihnen auch einen Klingonen erblickt, greift er instinktiv zu seinem Phaser, woraufhin er von dem Capellaner Maab augenblicklich mit einem Wurfmesser getötet wird. Die Anderen müssen nun als Zeichen für ihre friedlichen Absichten ihre Waffen und Kommunikatoren abgeben. Unterdessen registriert auf der Enterprise Navigator Chekov ein anderes Schiff, das möglicherweise von den Klingonen stammt.
Nach einiger Wartezeit werden Kirk und seine Leute zu Akaar gebracht. Auch der Klingone, Kras mit Namen, ist anwesend. Es herrscht Uneinigkeit, wem die Schürfrechte zugestanden werden sollen. Akaar tendiert zu den Menschen, denn sie waren stets aufrichtig zu den Capellanern. Kras weist verächtlich darauf hin, dass die Menschen ihnen nur Medizin gebracht hätten. Ihre kriegerische Kultur und der Glaube an das Überleben des Stärkeren wären hingegen eine Gemeinsamkeit mit den Klingonen. Maab schlägt sich auf seine Seite. Kirk argumentiert schließlich, die Menschen würden garantieren, dass die Capellaner für immer selbst über ihren Planeten herrschen können; das klingonische Reich besteht hingegen nur aus eroberten Welten. Es kommt zu keiner Entscheidung und der Konflikt zwischen Akaar und Maab eskaliert schließlich zu einem Kampf ihrer beiden Fraktionen.
Kirk und seine Leute wollen das Durcheinander nutzen, um sich ihre Ausrüstung wiederzuholen. Sie entdecken, dass Kras das gleiche vorhat, und können ihn überwältigen. Kurz darauf werden sie aber von Maab ergriffen, der Akaar getötet hat und sich nun selbst zum Tiru erklärt. Akaars Witwe Eleen erwartet ein Kind und muss deshalb gemäß den capellanischen Gesetzen sterben. Kirk will das verhindern und entreißt sie Maabs Handlangern. Damit verletzt er ein Tabu, denn niemand darf die Frau eines Tiru berühren. Eleen, die ihren Tod bereitwillig hinnehmen wollte, verlangt nun, dass Kirk vor ihr sterben soll. Maab lässt Kirk und seine Leute zusammen mit Eleen einsperren und überdenkt seine nächsten Schritte. Währenddessen empfängt die Enterprise einen Notruf von einem Frachtschiff, weshalb sich Chefingenieur Scott gezwungen sieht, den Orbit des Planeten zu verlassen. Am Ursprung des Signals ist jedoch kein anderes Schiff auszumachen.
Kirk und Spock gelingt es, ihre Wachen zu überwältigen und ihre Kommunikatoren zurückzuerlangen. Zusammen mit McCoy und Eleen fliehen sie in die Berge. McCoy untersucht Eleen und stellt fest, dass die Geburt kurz bevorsteht. Kras kann unterdessen unbemerkt einen Capellaner töten und ihm einen konfiszierten Phaser abnehmen. Kirk und Spock bauen Bögen und Pfeile zu ihrer Verteidigung, während McCoy die Geburt überwacht. Es kostet ihn einiges an Überzeugungskraft, damit Eleen das neu geborene Kind auch als ihr eigenes ansieht und nicht nur als das ihres toten Mannes. Er scheint damit auch erfolgreich zu sein, doch in einem unachtsamen Moment schlägt Eleen McCoy bewusstlos und schleicht sich ohne das Kind zu den Capellanern.
Auf der Enterprise enttarnt Scott das Notsignal schließlich als Fälschung, denn es war direkt an die Enterprise gerichtet, von deren Anwesenheit ein Frachtschiff aber nichts wissen konnte. Ein zweites Notsignal von einem anderen Schiff ignoriert er und kehrt mit der Enterprise zurück nach Capella IV. Nun geben sich die Klingonen direkt zu erkennen und ihr Schiff versperrt der Enterprise den Weg.
Als Eleen die Capellaner erreicht, behauptet sie, das Außenteam sei tot, ebenso ihr Sohn. Maab glaubt ihr, doch Kras besteht darauf, diese Aussage zu überprüfen, womit er beide verärgert. Er hält sich die Capellaner mit dem Phaser vom Leib und stürmt auf das Lager des Außenteams zu, wodurch er einen Kampf zwischen beiden Parteien provoziert. Maab erkennt nun, dass es falsch war, sich mit den Klingonen zu verbünden. Er schenkt Eleen das Leben und erklärt zugleich sein eigenes für verwirkt. Zusammen mit seinem Stellvertreter Keel verfolgt er Kras und stellt sich ihm entgegen. Kras erschießt ihn und wird seinerseits von Keel mit einem Wurfmesser getötet. Schließlich trifft die Enterprise ein und ein von Scott angeführter bewaffneter Trupp kann den Kampf beenden. Eleen unterzeichnet einen Vertrag mit den Menschen und erklärt ihren Sohn zum neuen Tiru. Zu Ehren von McCoy und Kirk gibt sie ihm den Namen Leonard James Akaar.

## Besonderheiten

### Verbindungen zu anderen Star-Trek-Produktionen
Einige Elemente aus dieser Folge wurden in späteren Star-Trek-Produktionen wieder aufgegriffen:
- In Folge 2.05 (Kulkulkan – Der Mächtige) der Zeichentrickserie Die Enterprise von 1974 verweist McCoy auf die Ereignisse aus Im Namen des jungen Tiru.
- In Folge 2.06 (Flucht aus einem anderen Universum) von Die Enterprise trägt Sarah April eine capellanische Blume.

### Besonderheiten der deutschen Synchronfassung
Der Titel des capellanischen Führers lautet im englischen Original „Teer“ (gesprochen: Ti-ir). Vermutlich wegen der Ähnlichkeit zum deutschen Wort Teer wurde der Titel in der deutschen Synchronfassung zu „Tiru“ abgeändert. Die Doppelvokale in den capellanischen Eigennamen werden getrennt gesprochen (Akaar = Aka-ar); in der deutschen Synchronfassung wurde dies aber weniger konsequent gehandhabt als im englischen Original.

## Produktion

### Drehbuch
Der Originaltitel der Folge geht zurück auf eine Version des Kinderreims Monday's Child, die 1887 im Magazin Harper’s Weekly erschien:

„Monday's child is fair of face.

Tuesday's child is full of grace.

Wednesday's child is loving and giving.

Thursday's child works hard for a living.

Friday's child is full of woe.

But the child who is born on the Sabath day

is brave and bonny and good and gay.“

In einem frühen Drehbuchentwurf sollte der Planet nicht Capella IV, sondern Ceres heißen und seine Bewohner sollten vor langer Zeit von der Erde eingewandert sein. Diese für die Serienfolge verworfenen Ideen wurden von James Blish in seine Textfassung der Geschichte übernommen.
D. C. Fontana hatte ursprünglich vorgesehen, dass Eleen am Ende der Folge ihr Kind für ihr eigenes Leben opfern sollte. Das wurde von Star-Trek-Schöpfer Gene Roddenberry aber abgelehnt und er schrieb das Ende um.

### Darsteller
In Produktionsreihenfolge ist dies die erste Folge, in der alle sieben Figuren, die später als Hauptfiguren der Serie Raumschiff Enterprise und der hierauf basierenden Spielfilme gelten sollen (Kirk, Spock, McCoy, Scott, Sulu, Uhura und Chekov), einen Auftritt haben. In Ausstrahlungsreihenfolge ist dies Der Tempel des Apoll.
Kirk Raymore, Darsteller von Duur, spielte später auch eine Wache in der Folge Die Wolkenstadt.
Robert Bralver, Darsteller von Lieutenant Grant, hat hier seine einzige Sprechrolle in Raumschiff Enterprise. Er wirkte außerdem als Statist und Stuntdouble in mehreren weiteren Folgen sowie in Star Trek: Der Film und in einer Folge von Star Trek: Deep Space Nine mit.

### Drehorte und Kulissen
Im Namen des jungen Tiru und Auf Messers Schneide sind die beiden einzigen Folgen von Raumschiff Enterprise, in denen für Szenen auf Planetenoberflächen sowohl Studio- als auch Außenaufnahmen gedreht wurden. Die Außenaufnahmen für Im Namen des jungen Tiru erfolgten auf der markanten Felsformation Vasquez Rocks.

### Kostüme
Der Eindruck der enormen Körpergröße der Capellaner wurde durch Schuhe mit hohen Absätzen und teilweise auch mit hohen Kopfbedeckungen erzielt.

## Adaptionen
James Blish schrieb eine Textfassung von Im Namen des jungen Tiru, die auf Englisch erstmals 1969 in der Geschichtensammlung Star Trek 3 erschien. Die deutsche Übersetzung erschien 1972.

## Rezeption
Juliette Harrisson empfahl Im Namen des jungen Tiru 2018 auf der Website Den of Geek als eine der Folgen, die man gesehen haben sollte, wenn man die Grundlagen von Star Trek verstehen möchte.
Christian Blauvelt listete Im Namen des jungen Tiru 2022 auf hollywood.com in einem Ranking aller 79 Raumschiff-Enterprise-Folgen auf Platz 64.